# Emilia Roig

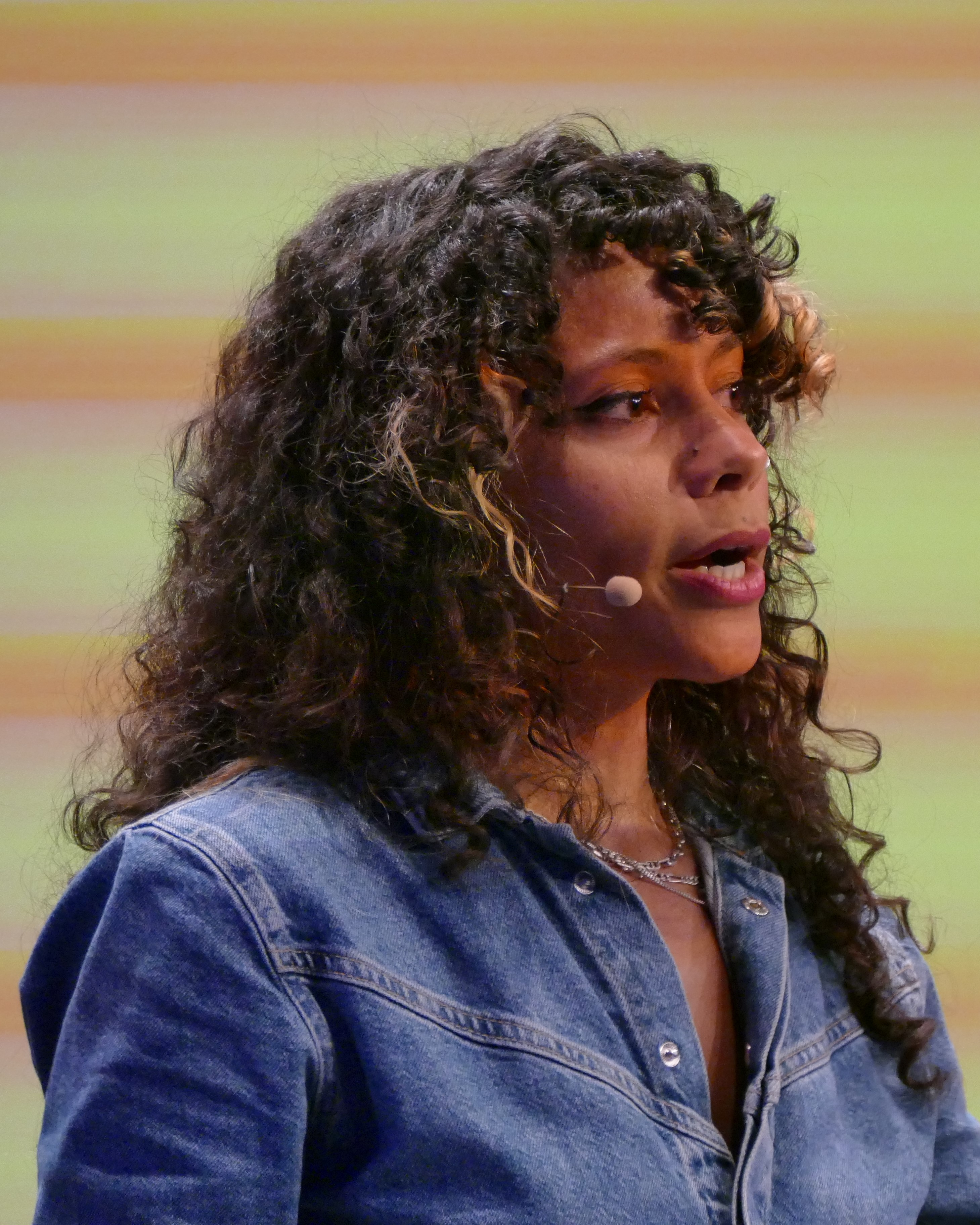
Emilia Roig bei der Re:publica 2024

Emilia Zenzile Roig (* 10. April 1983 in Dourdan) ist eine französische Sachbuchautorin, Politologin und Aktivistin mit den Themenschwerpunkten im Bereich Intersektionalität. Seit 2005 lebt sie in Berlin, wo sie das Center for Intersectional Justice gründete.

## Leben
Emilia Roig wuchs in einem Vorort von Paris als Tochter eines jüdisch-algerischen Vaters und einer aus Martinique stammenden Mutter auf. Der Vater ist Arzt, die Mutter Krankenschwester. Roigs Eltern lernten sich in Französisch-Guyana kennen und ließen sich in der Nähe von Paris nieder.
Sie studierte in Berlin an der Hertie School of Governance, an der sie einen Abschluss als Master of Public Policy erhielt. Einen Master of Business Administration bekam sie von der Jean Moulin Universität in Lyon verliehen. 2015 wurde sie nach einer Förderung durch die Heinrich-Böll-Stiftung in Politikwissenschaft an der Humboldt-Universität zu Berlin (Klaus Eder) und der Universität Lyon (Lilian Mathieu) mit einer Dissertation zum Thema The development of the private care sector and intersectional gender equality: comparing France and Germany im Rahmen eines Cotutelle-Verfahrens promoviert.
Von 2007 bis 2011 arbeitete Roig zu Menschenrechtsfragen bei Amnesty International in Deutschland, bei der Internationalen Arbeitsorganisation der UN in Tansania und Uganda sowie bei der Deutschen Gesellschaft für Internationale Zusammenarbeit in Kambodscha. Von 2011 bis 2015 hatte sie Lehraufträge für Intersektionalitätstheorie, Postcolonial Studies und Critical Race Theory an der Humboldt-Universität und an der Freien Universität Berlin sowie für Internationales und Europäisches Recht an der Jean-Moulin-Universität in Lyon. Ab 2015 war sie Teaching Faculty im Social Justice Study Abroad Program der DePaul University in Chicago und ab 2019 lehrte sie als Adjunct Faculty an der Hertie School in Berlin. Roig war Projektleiterin beim Deutschen Dachverband der Migrantinnenorganisationen (DaMigra). Sie wurde 2020 als Fellow in die amerikanische Non-Profit-Organisation Ashoka Deutschland aufgenommen. Im Jahr 2024 war sie Research Fellow am Käthe Hamburger Kolleg für Apokalyptische und Postapokalyptische Studien an der Universität Heidelberg. Seit Dezember 2024 ist Roig Fellow bei der Stiftung Mercator und forscht zu den Themen Globale Systemische Ungleichheit, Wiedergutmachung und Psychedelische Gerechtigkeit.
Sie war 2020 Jurymitglied des Deutschen Sachbuchpreises des Deutschen Bibliotheksverbands und 2019 in der Jury des 25 Women Award der Edition F. Sie war Ende 2021 Teil der Kampagne „Lesbische Sichtbarkeit“ des Berliner Senats. 2022 wurde sie als „Most Influential Woman of the Year“ im Rahmen des Impact of Diversity Award gewählt.
Roig ist Mutter eines Sohnes, geschieden und lebt seit 2005 in Berlin. Sie bezeichnet sich als queer.

## Center for Intersectional Justice (2017–2024)
In Berlin gründete sie 2017 die Non-Profit-Organisation Center for Intersectional Justice e.V. (CIJ) als gemeinnützigen Verein mit dem Ziel, Gleichstellungs- und Anti-Diskriminierungsarbeit in Deutschland und Europa um eine intersektionale Perspektive zu erweitern. CIJ machte Lobbyarbeit, bot Trainings und Workshops, forschte und publizierte zu Themen im Bereich Intersektionalität. So veröffentlichte CIJ im Auftrag des Deutschen Zentrums für Integrations- und Migrationsforschung (DeZIM) 2019 einen Bericht über „Intersektionalität in Deutschland“. 2024 wurde die Schließung des Zentrums bekanntgegeben.

## Werke

### SachbuchWhy We Matter(2021)
2021 erschien ihr erstes Buch unter dem Titel Why We Matter. Das Ende der Unterdrückung. Unter anderem anhand ihrer eigenen Familiengeschichte beschreibt sie aus intersektionaler Perspektive, wie Machthierarchien und Systeme der Unterdrückung erkannt und bekämpft werden können. Das Buch wurde ein Bestseller und in den Feuilletons überregionaler Tageszeitungen besprochen. Es erschien auf der Sachbuch-Bestenliste für März 2021 von Deutschlandfunk Kultur, dem ZDF und der Zeit. Es wurde auf Platz 14 auf der Spiegel-Bestsellerliste im Februar 2021 gelistet sowie zu den Top 5 Büchern des Monats im März 2021 bei der Süddeutschen Zeitung.

### SachbuchDas Ende der Ehe: Für eine Revolution der Liebe(2023)
2023 veröffentlichte Emilia Roig das Sachbuch Das Ende der Ehe: Für eine Revolution der Liebe | Feministische Impulse für die Abschaffung einer patriarchalen Institution, in dem sie für eine graduelle Abschaffung der Ehe und aller anderen rechtlich geregelten Paarbeziehungen plädierte. Sie argumentierte, dass die Ehe generell eine „authentische Liebe“ nicht ermögliche, da sie auf dem Patriarchat fuße, eine Gleichstellung sei per se nicht möglich, da die Ehe auf dem „Konzept von Besitz und Kontrolle der Frauen“ beruhe. Als Alternative sieht sie eine „Dezentralisierung  der Sexualität“ in Paarbeziehungen. Queere Familienstrukturen, die auch Polyamorie und Co-Parenting beinhalten, sind Teil ihres Lösungsszenariums.

## Politische Positionen zu Israel und Palästina
Nach dem Terrorangriff der Hamas auf Israel 2023 und der darauf folgenden Bombardierung Gazas durch Israel bezeichnete Roig Israels Handeln, wie einige Völkerrechtler, Hilfsorganisationen und Genozidforscher, als „Genozid“ und „Besatzung“. Nicole Deitelhoff kritisierte diese Positionen bei der von Carolin Emcke moderierten Veranstaltung Streitraum. Barbara Behrendt kritisierte bei rbbKultur, dass Emcke der Bezeichnung „Genozid“ nicht widersprach. Dana von Suffrin warf Roig für ihre Aussagen zum angeblichen Genozid Israels auf Spiegel Online Antisemitismus vor.
Bei der Diskussionsveranstaltung „Jüdischsein im antisemitischen und philosemitischen Klima Deutschlands“ am 9. Dezember 2023 in Berlin sagte Roig, der Zionismus sei kein integraler Bestandteil des Judentums, sondern eine Ideologie des 20. Jahrhunderts, die von einer Minderheit einflussreicher aschkenasischer Juden vorangetrieben und von westlichen Großmächten unterstützt worden sei. Als nicht-zionistische jüdische Stimme in Deutschland fühle sie sich unterdrückt und diffamiert. In einem Spiegel-Streitgespräch warf Philip Peyman Engel Roig vor, israelischen Ethnonationalismus zu kritisieren, ohne das Land jemals besucht zu haben. Roig entgegnete, dass sie nicht in Israel gewesen sein müsse, um die wiederholten Menschenrechtsverbrechen der israelischen Regierung feststellen zu können. Israel nehme für sich in Anspruch, „für alle Juden und Jüdinnen der Welt zu sprechen.“
Mirna Funk warf Roigs Buch Why we Matter 2023 in der Welt Geschichtsrevisionismus und Antisemitismus vor, insbesondere ihrer These, Juden seien immer weiß gewesen und die Nationalsozialisten hätten sie als nicht-weiße Rasse erst konstruiert. Roig entgegnete darauf, sie habe dies im Buch so nicht geschrieben, die Aussage sei diffamierend.
Im Januar 2024 sagte die Region Hannover aufgrund von Aussagen zu Israel einen für Februar geplanten Frauenneujahrsempfang ab, zu dem Roig als Rednerin geladen war. Die Jüdische Studierendenunion und die Jüdische Allgemeine kritisierten einen von Roig gehaltenen Vortrag an der FU Berlin im Juli 2024 zum Thema „Ist Antizionismus antisemitisch?“. Die Fernsehmoderatorin Andrea Kiewel kritisierte Bundesaußenministerin Annalena Baerbock im September dafür, mit Roig und Alena Jabarine Autorinnen zu einem Abendessen eingeladen zu haben, die gemäß Kiewel den Terror der Hamas relativieren würden.

## Schriften (Auswahl)
- Uttering “race” in colorblind France and post-racial Germany, in: Karim Fereidooni und Meral El: Rassismuskritik und Widerstandsformen, Springer VS 2016, S. 613–627.
- Why We Matter: Das Ende der Unterdrückung. Aufbau Verlag, Berlin 2021, ISBN 978-3-351-03847-2.
- Das Ende der Ehe. Für eine Revolution der Liebe. Ullstein, Berlin 2023, ISBN 978-3-550-20228-5.
- mit Alexandra Zykunov und Silvie Horch: Unlearn Patriarchy 2 (Hrsg.). Ullstein, Berlin 2024, ISBN 978-3-550-20277-3.[40]
- Lieben. Hanser Berlin 2024, ISBN  978-3-446-27983-4.

## Auszeichnungen
- 2021: Edition F Award in der Kategorie „Gesellschaft“[41]
- 2022: gewählt zur „Most Influential Woman of the Year“ im Rahmen des Impact of Diversity Award[42]